# Jacques-François de Borda d'Oro
Pour les articles homonymes, voir Borda.
Jacques François de Borda d'Oro, né le 25 mai 1718 à Dax (Landes) et mort le 4 janvier 1804 à Saugnac-et-Cambran (Landes), est un magistrat, géologue et naturaliste français.

## Biographie
Jacques-François de Borda d'Oro naît à Dax le 25 mai 1718 et étudie le droit à Dax puis à Paris. En 1736, il hérite de son père la charge de président du présidial de Dax. En 1742, il est nommé lieutenant-général de la sénéchaussée de Dax. En parallèle de sa charge de magistrat, il s'adonne à sa passion, la géologie, et ramasse sans cesse des pierres et des fossiles. Il démissionne de toutes ses charges en 1771 pour se consacrer à l'étude des roches et des fossiles dans son château d'Oro à Saugnac-et-Cambran. En 1776, il refuse le poste de maire de Dax. 
Il crée un cabinet d'histoire naturelle avec de nombreux fossiles et minéraux de sa collection, qui deviendra en 1807 le musée de Borda,. Il y rassemble 1240 fossiles et 486 roches et mineraux. 
Il est membre correspondant de l'académie de Bordeaux en 1745, de l'académie des sciences en 1803 et membre de l'académie d'agriculture de France en 1785. Il entretient une relation épistolaire avec Georges Cuvier. 
Lors de la révolution, il est emprisonné mais échappe à l'échafaud, il se retire alors à nouveau à , où Il meurt au château d'Oro le 4 janvier 1804 à l'âge de 85 ans.

## Œuvres
- Mémoire sur la géologie et les fossiles des environs de Dax, 1794
- Mémoire sur la pouzzolane, des environs de Dax, Mont-de-Marsan, 1801[7]
- Mémoires sur les fossiles des environs de Dax[8]
- Mémoires pour servir l’histoire du règne minéral aux environs de Dax en Gascogne[8]